# Internationale Bewertungsskala für nukleare Ereignisse
Die Internationale Bewertungsskala für nukleare und radiologische Ereignisse (Abkürzung INES von englisch International Nuclear and Radiological Event Scale) ist eine Festlegung für sicherheitsrelevante Ereignisse, im Speziellen Störfälle und Atomunfälle in kerntechnischen Anlagen, insbesondere die Sicherheit von Kernkraftwerken betreffend.

## Geschichte
Die Skala wurde von einer internationalen Expertengruppe erarbeitet, die gemeinsam von der Internationalen Atomenergieorganisation (IAEO) und der Kernenergiebehörde der Organisation für wirtschaftliche Zusammenarbeit und Entwicklung (OECD) einberufen wurde, und 1990 offiziell eingeführt. Ziel der Skala ist es, der Öffentlichkeit anhand einer nachvollziehbaren Einstufung der Ereignisse eine rasche Information über die sicherheitstechnische Bedeutung eines Ereignisses zu liefern und damit die Verständigung zwischen Fachwelt, Medien und Öffentlichkeit zu erleichtern.
Die Bewertungsskala hatte ursprünglich sieben Stufen. Später wurde noch die Stufe 0 für Ereignisse ohne sicherheitstechnische Bedeutung hinzugefügt.

## Schweregrade
Die Stufe 0 wird als Abweichung, die Stufen 1 bis 3 werden als Störungen und Störfälle, die Stufen 4 bis 7 als Unfälle klassifiziert. Der Skala liegt ein logarithmischer Maßstab zugrunde: Ein Übergang auf die nächste Stufe bedeutet einen zehn Mal größeren Schweregrad. Die meldepflichtigen Stufen von Ereignissen werden nach drei Aspekten bewertet:
- Auswirkungen auf Menschen und Umwelt
- Beeinträchtigungen radiologischer Barrieren und Überwachungsmaßnahmen
- Beeinträchtigung von Sicherheitsvorkehrungen

Anzahl der Störfälle in Deutschland (ohne DDR)
- INES 2 000003 (Philippsburg 2, Unterweser)
- INES 1 000033 (Philippsburg 1, Brunsbüttel, Neckarwestheim 1, ...)
- INES 0 004551

| Stufe | Klassifizierung | Bezeichnung Original                                                                                   | Auswirkungen auf Menschen und Umwelt | Beeinträchtigungen radiologischer Barrieren und Überwachungsmaßnahmen | Beeinträchtigung von Sicherheitsvorkehrungen | Beispiele |
| ----- | --------------- | --- | --- | --- | --- | --- |
| 7     | Unfall          | Katastrophaler Unfall Major accident                                                                   | - Erhebliche Freisetzung radioaktiver Stoffe (Radiologische Äquivalenz zu >50.000 TBq Iod-131) mit weitreichenden Auswirkungen auf Mensch und Umwelt, welche die Umsetzung geplanter und erweiterter Gegenmaßnahmen nötig macht.                                                                    | | | - 1986: Katastrophe von Tschernobyl, Ukraine – damals UdSSR (4.000.000–6.400.000 TBq) - 2011: Nuklearkatastrophe von Fukushima Daiichi, Block 1, 2 und 3, Japan (500.000–1.000.000 TBq → Datenübersicht) |
| 6     | Unfall          | Schwerer Unfall Serious accident                                                                       | - Bedeutende Freisetzung radioaktiver Stoffe (Radiologische Äquivalenz zu >5000 TBq Iod-131), welche die Notwendigkeit einer Umsetzung geplanter Gegenmaßnahmen wahrscheinlich macht. - Viele Todesfälle (>30) durch Strahlenexposition.                                                            | | | - 1957: Kyschtym-Unfall, Russland – damals UdSSR (nach neueren Schätzungen, die zwischen 400.000–8.900.000 TBq liegen, müsste der Unfall aufgrund der Höhe der radioaktiven Kontamination der INES-Stufe 7 zugerechnet werden) |
| 5     | Unfall          | Ernster Unfall Accident with wider consequences                                                        | - Begrenzte Freisetzung radioaktiver Stoffe (Radiologische Äquivalenz zu >500 TBq Iod-131 oder 2500facher D2-Wert), welche die Notwendigkeit einer Umsetzung einiger geplanter Gegenmaßnahmen wahrscheinlich macht. - Mehrere Todesfälle (>3) durch Strahlenexposition                              | - Schwere Schädigung (einige Prozent) des Reaktorkerns (Kernschmelze) - Freisetzung großer Mengen radioaktiver Stoffe innerhalb einer Anlage mit einer hohen Wahrscheinlichkeit einer bedeutenden Strahlenexposition der Bevölkerung                                                                         | | - 1957: Brand des Kernreaktors der Produktionsstätte für Plutonium Windscale/Sellafield, Großbritannien (47.000 TBq) - 1979: Reaktorunfall im Kernkraftwerk Three Mile Island, USA (750 TBq) - 1982: Kernkraftwerk Tschernobyl, Block 1, Ukraine – damals UdSSR - 1987: Goiânia-Unfall (Diebstahl eines Strahlentherapiegeräts), Brasilien (44 TBq) |
| 4     | Unfall          | Unfall Accident with local consequences                                                                | - Geringfügige Freisetzung radioaktiver Stoffe (Radiologische Äquivalenz zu >50 TBq Iod-131 oder 250facher D2-Wert), in deren Folge die Umsetzung geplanter Gegenmaßnahmen mit der Ausnahme lokaler Lebensmittelkontrollen unwahrscheinlich ist - Mindestens ein Todesfall durch Strahlenexposition | - Schmelzen oder Beschädigung des Kernbrennstoffs mit resultierenden Freisetzung von mehr als 0,1 Prozent des Kerninventars. - Freisetzung bedeutender Mengen radioaktiver Stoffe (>5000 TBq) innerhalb einer Anlage mit einer hohen Wahrscheinlichkeit einer bedeutenden Strahlenexposition der Bevölkerung | | - 1966: Kernkraftwerk Enrico Fermi, USA - 1977: Kernkraftwerk Bohunice, Slowakei - 1969 und 1980: Kernkraftwerk Saint-Laurent, Frankreich - 1993: Explosion in der militärischen Wiederaufarbeitungsanlage Tomsk-7, Russland - 1999: Nuklearunfall von Tōkaimura, Japan |
| 3     | Störfall        | Ernster Störfall Serious incident                                                                      | - Strahlenexposition über das Zehnfache des gesetzlich festgelegten Jahresgrenzwertes für beruflich strahlenexponiertes Personal (>60 mSv) hinaus - Nicht tödliche deterministische Schäden (z. B. Verbrennungen) durch Strahlenexposition                                                          | - Dosisleistung von mehr als 1 Sv/h in einem betrieblichen Bereich. - Schwerwiegende Kontamination in einem von der Auslegung nicht vorgesehenen Bereich mit einer geringen Wahrscheinlichkeit einer bedeutenden Strahlenexposition der Bevölkerung                                                          | - Beinahe-Unfall in einem Kernkraftwerk, bei dem keine Sicherheitsvorkehrungen mehr verbleiben - Verlust oder Diebstahl einer umschlossenen hochradioaktiven Strahlenquelle - Falsch ausgelieferte umschlossene hochradioaktive Strahlenquelle ohne etablierte adäquate Strahlenschutzanweisung für ihre Handhabung                                  | - 1975: Störfall in Greifswald/Lubmin, Deutschland – damals DDR - 1997: Brand und Explosion in der Verfestigungsanlage Tōkai, Japan - 2002: Durchkorrosion Reaktorbehälter Davis Besse, USA - 2003: Freisetzung bei Brennelement-Reinigung im Kernkraftwerk Paks, Ungarn - 2005: Freisetzung von Uran und Plutonium in Sellafield, Großbritannien |
| 2     | Störfall        | Störfall Incident                                                                                      | - Strahlenexposition einer Einzelperson der Bevölkerung über 10 mSv hinaus - Strahlenexposition einer beruflich strahlenexponierten Person über die gesetzlich festgelegten Jahresgrenzwerte hinaus                                                                                                 | - Dosisleistung von mehr als 50 mSv/h in einem betrieblichen Bereich - Bedeutsame Kontamination innerhalb der Anlage in einem von der Auslegung dafür nicht vorgesehenen Bereich. | - Störfälle, Ereignisse oder Befunde mit besonderer sicherheitstechnischer Bedeutung, jedoch ohne tatsächliche Auswirkungen - Fund einer umschlossenen hochradioaktiven herrenlosen Strahlenquelle, eines Geräts oder Versandstücks mit intakten Sicherheitsvorkehrungen - Inadäquate Verpackung einer umschlossenen hochradioaktiven Strahlenquelle | - 1982 und 2011: Kernkraftwerk Doel, Belgien - 1998: Kernkraftwerk Unterweser, Fehler während eines Turbinentests. Abblasen des nicht-radioaktiven Sekundärdampfes. - 2001: Philippsburg, Deutschland, zwei Störfälle - 2002: Kernkraftwerk Tihange, Belgien - 2006: Forsmark, Schweden - 2009: Dungeness, Kent, Vereinigtes Königreich - 2010: Leibstadt, Schweiz - 2017: Kernkraftwerk Cattenom, Frankreich                                                |
| 1     | Störfall        | Störung Anomaly                                                                                        | - Geringe Überschreitung der gesetzlich festgelegten Abgabegrenzwerte - Strahlenexposition einer Einzelperson der Bevölkerung jenseits der gesetzlich festgelegten Grenzwerte | | - Ereignisse oder Befunde mit sicherheitstechnischer Bedeutung, jedoch mit verbleibenden wesentlichen gestaffelten Sicherheitsvorkehrungen - Verlust oder Diebstahl einer radioaktiven Quelle, eines Geräts oder eines Versandstücks mit geringer Aktivität                                                                                          | - 1987: Kernkraftwerk Biblis, Deutschland - 2001: Explosion einer an den Reaktordruckbehälter angeschlossenen Wasserleitung im Kernkraftwerk Brunsbüttel, Deutschland - 2009: Kernkraftwerk Cattenom, Frankreich - 2011: Kernkraftwerk Fessenheim, Frankreich - 2014: (entdeckt, seit 2008 bestehend) Kernkraftwerk Leibstadt, Schweiz - 2018: Kernkraftwerk Leibstadt, Schweiz - 2020: Austritt von Strahlung am Forschungsreaktor in Garching, Deutschland |
| 0     | Abweichung      | Ereignis ohne oder mit geringer sicherheits- technischer Bedeutung Below scale− No safety significance | | | - Keine oder nur sehr geringe sicherheitstechnische Bedeutung | - 2007: Transformatorbrand im Kernkraftwerk Krümmel, Deutschland - 2015: Schnellabschaltung nach Wartungsfehler im Kernkraftwerk Gundremmingen, Deutschland - 2024: Fehlerhaftes Rückschlagventil im Kernkraftwerk Emsland |

## Ereignismeldung nach INES in Deutschland
Die Einstufung nach INES erfolgt bei Auftreten eines Ereignisses durch den Kraftwerksbetreiber. Im Auftrag des Bundesministerium für Umwelt, Naturschutz und Reaktorsicherheit übernimmt anschließend ein Experte der Gesellschaft für Anlagen- und Reaktorsicherheit gGmbH als INES-Officer die Überprüfung der Einstufung. INES-Officers werden in jedem Mitgliedsland der INES ernannt. Weicht die Einstufung des INES-Officers bei seiner Überprüfung von der Einstufung des Kraftwerksbetreibers ab, so wendet er sich zunächst direkt an den Betreiber. Sollte keine Anpassung der INES-Stufe durch den Betreiber erfolgen, so informiert der INES-Officer die zuständige Landesbehörde und das Bundesumweltministerium. Ereignisse ab der INES-Stufe 2 werden vom INES-Officer unmittelbar an die IAEO in Wien gemeldet.

## Kritik
Schwächen in der INES-Skala wurden durch Vergleiche zwischen der Tschernobyl-Katastrophe und dem Unfall von Fukushima deutlich. Drei Punkte wurden aufgeworfen:
1. Sie unterscheidet nicht zwischen der Magnitude (Wie schwer ist der Vorfall im Reaktor?) und der Intensität (Welche Auswirkungen hat der Vorfall auf die Umwelt?), wie es z. B. bei einer Erdbebenskala der Fall ist.
2. Sie ist eine diskrete Skala, die Abstufungen zwischen den einzelnen Schweregraden nicht erlaubt. Zudem ist sie für Ereignisse über der Stufe 7 nicht definiert; sie ist somit keine kontinuierliche Skala.
3. Sie wurde als Werkzeug für die Öffentlichkeitsarbeit konzipiert, und nicht als objektives wissenschaftliches Maß.

Laut Angaben von Nuklearsicherheits-Experten wird die INES-Skala in der Zukunft überarbeitet. Grund dafür ist die verwirrende Weise, in welcher sie zur Bewertung des Fukushima-Unglücks angewandt wurde: Der Schweregrad des Unglücks wird nicht von der IAEO festgelegt, sondern von einer nationalen Behörde. Zunächst wurde das Ereignis als „5“ auf der INES-Skala bezeichnet, und zwar für die einzelnen betroffenen Reaktoren separat. Später wurde das Unglück jedoch auf „7“ heraufgestuft.
David Smythe erwähnt, dass die INES-Skala eines Zwischenfalls nach einem 200 Seiten starken Handbuch bestimmt werden müsse. Eine von ihm entworfene kontinuierliche Magnituden-Skala (NAMS, Nuclear Accident Magnitude Scale) versucht, diesen Mangel zu beheben.
Auch andere Autoren kritisieren INES als inkonsistent und werfen der IAEO vor, dass zahlreiche die Nuklearsicherheit betreffende Ereignisse bislang noch nicht mit der INES-Skala bewertet wurden. Ähnlich wie bei Smythe wird erklärt, der eingetretene Schaden – unter anderem der ökonomische – würde nicht durch die INES-Skala reflektiert. Wäre dies der Fall, müsse die Katastrophe von Fukushima mit 10 oder 11 bewertet werden, anstelle mit bloß 7.